# Светослав (Лепица)
Вижте пояснителната страница за други значения на Светослав.
ФК „Светослав“ с. Лепица е футболен клуб, основан през 2007 г. със средства на жителите на село Лепица.
Състезава се през сезон 2007 – 2008 в „Б“ ОФГ Плевен – „Запад“ и се класира на 1-во място, с което печели промоция в „А“ ОФГ Плевен. Треньор на отбора е Цеци Боянов.